# Montech
Montech é uma comuna francesa na região administrativa da Occitânia, no departamento de Tarn-et-Garonne. Estende-se por uma área de 50.14 km², e possui 6.406 habitantes, segundo o censo de 2018, com uma densidade de 130 hab/km².